# Завьялова, Ольга Исааковна
О́льга Исаа́ковна Завья́лова (род. 1947) — российский лингвист-китаевед.

## Биография
Выпускница ЛГУ, с 1966 по 1971 год училась на кафедре китайской филологии восточного факультета. С 1971 года — аспирантка, в 1974—1981 и с 1987 года по настоящее время работает в Институте Дальнего Востока АН СССР/РАН. Кандидат филологических наук (1975), доктор филологических наук (1992). В 1970-х годах участвовала в этнолингвистических экспедициях в Киргизии и Казахстане, изучала обычаи и диалекты советских дунган. С 1981 по 1986 год находилась в Японии вместе с мужем, журналистом Ю. В. Тавровским, принимала там участие в работе лингвистических проектов. По возвращении написала первую в России «женскую» книгу о жизни в этой стране («Токио и токийцы: будни, выходные, праздники». М., 1990). На протяжении последних десятилетий несколько раз ездила в Китай, общалась с китайскими коллегами, путешествовала в разных районах страны.

## Научные достижения
Ученица и последовательница С. Е. Яхонтова, О. И. Завьялова посвятила свои работы различным областям китайского языкознания — фонетике, диалектологии, социолингвистике, истории китайского языка.
Основанная на докторской диссертации монография О. И. Завьяловой «Диалекты китайского языка» (1996) — первое в России обобщающее исследование по китайской диалектологии, в основе которого лежат обширные материалы, опубликованные на протяжении XX в. прежде всего (но не только) в континентальном Китае и на Тайване. Подготовленные в диссертации карты, охватившие более тысячи пунктов, позволили автору обнаружить ранее неизвестную диалектную границу вдоль хребта Циньлин и реки Хуайхэ. Эта граница признана сейчас китайскими учёными важнейшим лингвистическим рубежом страны, наличие и значение которого подтверждается новыми данными, собранными в последние годы. Одновременно О. И. Завьялова исследовала сегментные и суперсегментные морфонологические явления в китайских диалектах, в частности впервые установила связь между так называемыми «разделившимися словами» 分音词 фэньиньцы современных диалектов Цзинь и древнекитайскими консонантными сочетаниями с *r (*l), открытыми в 1960-х годах С. Е. Яхонтовым.
Особое направление исследований О. И. Завьяловой — дунганский язык и шире — язык и письменные традиции китаеязычных мусульман хуэйцзу. В своей кандидатской диссертации («Диалекты Ганьсу», 1975) она определила исходное местоположение диалектов, на которых говорят дунгане, переселившиеся в Российскую империю во второй половине XIX века, на карте Китая. Тогда же О. И. Завьяловой было экспериментально доказано наличие в ганьсуйском диалекте дунганского языка четырёх тонов, два из которых, соответствующие первому и второму тонам пекинского диалекта и путунхуа, противопоставлены в неконечной позиции в фонетическом слове (ранее считалось, что в ганьсуйском диалекте наличествует только три тона).
В 2010 году вышла в свет книга О. И. Завьяловой «Большой мир китайского языка», адресованная широкому кругу читателей. Она содержит анализ современной языковой политики в разных частях большого китайского мира и за его пределами, сведения по истории китайского языка и письменности, разделы о традиционном китайском языкознании, словарях, алфавитах, контактах китайского языка с другими языками в прошлом и настоящем. В отдельной главе идёт речь о китайских диалектах — их классификации и географическом распространении, отражённом в новейших атласах, изданных в КНР.

## Избранная библиография
- Тоны в дунганском языке // Народы Азии и Африки. 1973. № 3. С. 109—119.
- Zavjalova, Olga I., «Some Phonological Aspects of the Dungan Dialects», Computational Analyses of Asian and African Languages, 9, Tokyo, 1978, 1-24.
- Диалекты Ганьсу. М.: Наука. Главная редакция восточной литературы, 1979. 119 с.
- Некоторые вопросы лингвогеографического изучения фонетики гуаньхуа (северных диалектов китайского языка) // Вопросы языкознания. 1982. № 3. С. 92-103.
- Zavjalova, Olga I., «A Linguistic boundary within the guanhua area», Computational Analyses of Asian and African Languages, 21, Tokyo, 1983, 149—163.
- Диалекты и национальный язык в Китае. М.: Наука. Главная редакция восточной литературы, 1985. В соавторстве с Е. Б. Астрахан и М. В. Софроновым. 368 с.
- О суперсегментных морфонологических процессах в китайских диалектах // Вопросы языкознания. 1990. № 3. С. 104—113.
- Токио и токийцы: будни, выходные, праздники. (Серия «Рассказы о странах Востока»). М.: Наука. Главная редакция восточной литературы, 1990. 150 стр. ISBN 5-02-016724-X.
- Сравнительная фонология и морфология диалектов китайского языка. Автореф. дисс. … д.филол.н. Л.: ЛГУ. 1991.
- Сино-мусульманские тексты: графика — фонология — морфонология // Вопросы языкознания. 1992. № 6. С. 113—122.
- Диалекты китайского языка. М.: Научная книга, 1996. 207 с. ISBN 5-7671-0020-9.
- Zavyalova, O.I., «Sino-Islamic language contacts along the Great Silk Road: Chinese texts written in Arabic Script», Chinese Studies (漢學研究), 1, Taipei, 1999, 285—303.
- Китаеязычный ареал Азии в эпоху информационных технологий // Проблемы Дальнего Востока. 2005. № 1. C. 157—167.
- Китайские диалекты и современное языкознание в КНР // Вопросы языкознания. 2009. № 6. С. 102—108.
- Большой мир китайского языка. М.: Восточная литература, 2010. ISBN 978-5-02-036434-9. .
- Итоги и перспективы столетних языковых реформ в Китае // Вековой путь Китая к прогрессу и модернизации. (К столетию Синьхайской революции. Доклады международной научной конференции «Китай, китайская цивилизация и мир. История, современность, перспективы». Москва. 19-21 октября 2011 г.). Москва: ИДВ РАН, 2012. С. 314—331. ISBN 978-5-8381-0219-5..
- Путунхуа и диалекты: новые реалии китайского мира // Проблемы Дальнего Востока. 2012. № 6. С. 130—138. Английский перевод: Zavyalova, Olga, «Standard Mandarin and Dialects: New Realities of the Chinese-speaking World», Far Eastern Affairs. A Russian Journal on China, Japan and Asia-Pacific Region, 41-1, 2013, 140—150. .
- 奥尔加•扎维雅洛娃. 俄罗斯语言学传统和汉语地理语言学 Элосы юйяньсюэ чуаньтун хэ ханьюй дили юйяньсюэ (Традиции российского языкознания и лингвистическая география Китая) // 汉语方言的地理语言学研究 Ханьюй фанъянь дэ дили юйяньсюэ яньцзю (Исследования по лингвистической географии китайских диалектов). Пекин: 商务印书馆 (Шанъу иньшугуань), 2013. С. 78-83.
- Большой мир китайского языка. 2-е изд. М.: Восточная книга, 2014. 320 с. ISBN 978-5-7873-0790-0. https://www.elibrary.ru/item.asp?id=39548247
- Официальные и неофициальные составляющие языковой ситуации в КНР // Китай на пути к возрождению. К 80-летию академика М. Л. Титаренко. М.: ИД «Форум», 2014. С. 207—215. ISBN 978-5-8199-0594-4..
- Языковая политика // Китайская Народная Республика: политика, экономика, культура. К 65-летию КНР. М.: ИД «ФОРУМ», 2014. С. 360—365. ISBN 978-5-8199-0611-8. .
- Лингвистические новации и внешняя политика КНР // Проблемы Дальнего Востока. 2015. № 6. С. 116—119.
- Великий шелковый путь и персидская составляющая в языке современного китайского ислама // Человек и культура Востока 2014. Исследования и переводы. Москва: ИДВ РАН, 2015. С. 96-108.
- С.Е. Яхонтов о китайских диалектах // Проблемы китайского и общего языкознания. К 90-летию С.Е. Яхонтова. СПб.: Изд-во «Студия «НП-Принт», 2016.  С. 361–368..
- Языки Китая: Новейшие исследования и открытия // Проблемы Дальнего Востока. 2016.  № 5.  С.  139–143.
- “Chinese Linguistics in Russia.”  Encyclopedia of Chinese Language and Linguistics. General Editor Rint Sybesma. Vol. 1. Leiden–Boston:  Brill, 2017. Pp. 506–512.
- “Dungan Language.” Encyclopedia of Chinese Language and Linguistics. General Editor Rint Sybesma. Vol. 2. Leiden–Boston:  Brill, 2017. Pp. 141–148.
- “Sino-Islamic Linguistics.”  Encyclopedia of Chinese Language and Linguistics. General Editor Rint Sybesma. Vol. 4. Leiden–Boston:  Brill, 2017. Pp. 124–127.
- “Dragunov, A. A. [Александр Александрович Драгунов].” Encyclopedia of Chinese Language and Linguistics. General Editor Rint Sybesma. Vol. 2. Leiden–Boston: Brill, 2017. Pp. 130–134.
- Язык и культура китайских мусульман-хуэйцзу  // Дунгане: история и культура: российские дореволюционные работы о дунганах / сост. М.Р. Мадиван; отв. ред. О.И. Завьялова; Институт восточных рукописей (Азиатский музей) РАН; Институт Дальнего Востока РАН. М.: Наука – Восточная литература, 2017. 335 с.: ил. .
- Языки Китая в информационном пространстве  // Проблемы Дальнего Востока. 2017.  № 2.  С. 148–152.
- Диалектные границы на Шелковом пути в Китае  // Человек и культура Востока 2017-2018. Исследования и переводы. Москва: ИДВ РАН, 2018. С. С. 4-9.
- Инновационные технологии в языковой политике Китая // Проблемы Дальнего Востока. 2018. № 4  С. 145–148.
- Путунхуа: от «языка чиновников» к языку среднего класса // Проблемы Дальнего Востока. 2019. № 2. С. 151–155.
- Китайский язык: термины в XXI веке // Восточная Азия: факты и аналитика. 2020. № 3. С. 65–78.
- Языковая политики и языковые ресурсы в китайском интернете // Восточная Азия: факты и аналитика. 2020. № 1. С. 19–33. http://eastasiajournal.ru/images/ea/2020/ea_2020_1_19-33.pdf
- Иероглифы для диалектов: от средневекового байхуа до интернета // Восточная Азия: факты и аналитика. 2021, № 1. С. 51–62.
- Языковое разнообразие Китая и безопасность страны // Проблемы Дальнего Востока. 2021, № 4. C. 168–176.
- Алфавиты в истории китайского языка // Вестник СПбГУ. Востоковедение и африканистика. 2021, № 4.  С. 604–618.
- О классификационных критериях в китайской диалектологии // Человек и культура Востока. Исследования и переводы.  М.: ИДВ РАН, 2021. С. 14–28.
- Китайский и английский языки в эпоху глобализации // Проблемы Дальнего Востока.  2022. № 3. C. 152–159.
- Языковая политика в Китае: новейшие полевые исследования // Проблемы Дальнего Востока.  2022. № 4. C. 160–167.
- Контактные языки и диалекты в Китае // Человек и культура Востока. Исследования и переводы. М.: ИКСА РАН, 2022. С. 11–25.
- Китайское лингвистическое чудо // Независимая газета. 28.01.2009.
- Путешествие к древним иероглифам (недоступная ссылка) // Независимая газета. 20.02.2012.
- На путунхуа заговорили во всем мире. Миллионы словарей помогают возрождению нации // Независимая газета. 15.04.2013.
- Лингвистическая стратегия Китая // Независимая газета. 26.06.2015.
- Попытки латинизации казахской письменности // Независимая газета. 25.10.2017.
- Искусственный интеллект разберется в китайской грамоте. Лингвистическая составляющая мягкой силы // Независимая газета. 14.03.2018.
- В Гонконге не хотят говорить по-пекински. Языковое измерение кризиса в специальном административном районе Китая  // Независимая газета.  26.11.2019. http://www.ng.ru/nauka/2019-11-26/11_7736_gongkong.html
- Как сказать по-уханьски «мне трудно дышать»? Диалектная солидарность против коронавируса  // Независимая газета. 21.04.2020. http://www.ng.ru/science/2020-04-21/10_7849_language.html
- На каком языке говорит Тайвань // Независимая газета. 11.10.2022. https://www.ng.ru/nauka/2022-10-11/11_8562_taiwan.html.